# Federation of Anglican Churches in the Americas
Federation of Anglican Churches in the Americas (FACA) är en gemenskap av sex, teologiskt konservativa, anglikanska kyrkor utanför den stora internationella anglikanska kyrkogemenskapen, bildad 2006.

## Anglican Church in America (ACA)
bildades 1991 genom samgående mellan American Episcopal Church (grundad 1968 i Mobile) och ungefär en tredjedel av församlingarna inom Anglican Catholic Church. 
ACA har ett sextiotal församlingar och över 2 000 medlemmar i USA. Kyrkan tillhör Traditional Anglican Communion.
2007 upptog ACA samtal med Vatikanen om ett närmande till den Romersk-katolska kyrkan. Påven erbjöd dem full nattvardsgemenskap på vissa villkor, som biskopskollegiet 2010 enhälligt accepterade vid ett möte i Orlando, Florida. Detta vållade dock oro i leden, flera församlingar lämnade ACA och biskoparna tvingades backa. Året därpå ingick man istället nattvardsgemenskap med APA.

## Anglican Province of America (APA)
bildades 1998 av ACA:s östra stift på grund av oenigheter kring tillsättandet av ny biskop för stiftet.
APA består av 60 församlingar med omkring 6 000 medlemmar. 
2008 lämnade kyrkans västra distrikt APA och anslöt sig till REC.

## Reformed Episcopal Church (REC)
bildades 1873 av biskop George David Cummins och andra avhoppare från Episkopalkyrkan i USA.
Idag har REC omkring 150 församlingar med 14 000 medlemmar, i  USA, Kanada, Cuba, Kroatien, Tyskland och Serbien. 

## Anglican Mission (AM)
är en gemenskap bestående av tre kyrkor:
- Anglican Mission in America (AMiA)
- Anglican Coalition in Canada (ACiC)
- Anglican Coalition in America (ACiA)

De två sistnämnda prästviger kvinnor, till skillnad från AMiA som endast tillåter att kvinnor invigs till diakoner.

## Diocese of the Holy Cross (DHC)
bildades av biskop Robert Waggener och andra avhoppare från Anglican Province of Christ the King (APCK).
Sedan Waggener misslyckats i sina försök att närma DHC till den ortodoxa kyrkofamiljen valde han så småningom att själv lämna DHC och istället ansluta sig till Grekisk-ortodoxa kyrkan i Antiokia.
Idag har DHC 22 församlingar i 12 amerikanska delstater. 

## Episcopal Missionary Church (EMC)
bildades 1992 av avhoppare från Episkopalkyrkan i USA och består idag av ett trettiotal mindre församlingar runt om i USA.
Avhoppare från EMC har i sin tur bildat Christian Episcopal Church (XnEC).